# ラック州
ラック州（ラックしゅう、フランス語: Région des Lacs）はかつてコートジボワールに存在した州。州都は首都でもあるヤムスクロ。面積は8,875平方キロメートル。人口は1998年国勢調査では約48万人、2010年推計では約68万人。国土の中央部に位置し、北から時計回りにバンダマ渓谷州、ンジ＝コモエ州、ラギューヌ州、フロマジェ州、マラウェ州と接していた。
1997年1月15日の行政区画再編によって設置された。2011年9月28日、行政区画再編によってラック州は解体され、3県はンジ＝コモエ州と合併しラック地方となった。首都ヤムスクロ一帯を管轄するヤムスクロ県とアティエグアクロ県はラック地方に加わらず、ヤムスクロ自治区となった。
低サッサンドラ州は2007年時点でディディエヴィ県、ティビスー県、トゥーモディ県、ヤムスクロ県の4県が設置されていた。また県の下には16郡と11コミューンがあった。2009年3月27日、ヤムスクロ県からアティエグアクロ県が分立し、最終的には5県となった。